# FAM19A3
FAM19A3 (англ. Family with sequence similarity 19 member A3, C-C motif chemokine like) – білок, який кодується однойменним геном, розташованим у людей на 1-й хромосомі. Довжина поліпептидного ланцюга білка становить 133 амінокислот, а молекулярна маса — 14 776.
| 10         |  | 20         |  | 30         |  | 40         |  | 50         |
| ---------- |  | ---------- |  | ---------- |  | ---------- |  | ---------- |
| MSERVERNWS |  | TGGWLLALCL |  | AWLWTHLTLA |  | ALQPPTATVL |  | VQQGTCEVIA |
| AHRCCNRNRI |  | EERSQTVKCS |  | CFSGQVAGTT |  | RAKPSCVDAS |  | IVLQRWWCQM |
| EPCLPGEECK |  | VLPDLSGWSC |  | SSGHKVKTTK |  | VTR        |  |            |

A: Аланін

C: Цистеїн

D: Аспарагінова кислота

E: Глутамінова кислота

F: Фенілаланін

G: Гліцин

H: Гістидин

I: Ізолейцин

K: Лізин

L: Лейцин

M: Метіонін

N: Аспарагін

P: Пролін

Q: Глутамін

R: Аргінін

S: Серин

T: Треонін

V: Валін

Задіяний у такому біологічному процесі, як альтернативний сплайсинг. 
Секретований назовні.